# Super Ape
A Super Ape Lee „Scratch” Perry 1976-ban megjelent dub lemeze.

## Számok

### A oldal
1. „Zion's Blood”
2. „Croaking Lizard”
3. „Black Vest”
4. „Underground”
5. „Curly Dub”

### B oldal
1. „Dread Lion”
2. „Three In One”
3. „Patience”
4. „Dub Along”
5. „Super Ape”

## Előadók
- háttérzenekar : The Upsetters
- dob : Mikey Boo Richards & Ben Bow
- basszus : Boris Gardiner
- gitár : Chinna
- zongora : Keith Sterling
- kürt : Bobby Ellis & Dirty Harry & Herman Marquis & Vin Gordon
- fuvola : Egbert Evans
- kongo : Scully Simms & Lee Perry

### Stúdiók
- felvétel : Black Ark (Kingston, JA)
- mix : Black Ark (Kingston, JA)

## Külső hivatkozások
- https://web.archive.org/web/20131109144347/http://www.roots-archives.com/release/298